# Eurosport 2
Az Eurosport 2 a második számú csatornája az Eurosportnak. Tulajdonosa 2015-ig a TF1 Group volt. Jelenlegi tulajdonosa a Discovery Communications. Adását 2005. január 10-én kezdte, később alkalmanként magyar nyelven is sugárzott (teniszközvetítések alkalmával), teljesen magyar nyelvű adása 2007. július 1-jén indult. 2008 óta HD-ben is elérhető. Eleinte a csatorna birtokolta a magyar és román területekre vonatkozóan a Premier League közvetítési jogait, később azonban a páneurópai csatorna átvette a Sportklubtól a Bundesligát, így megszűnt a két országra korlátozódott adás, és azóta is a német bajnokság meccseit közvetítik. A Bundesliga az Eurosport 2 egyik legnépszerűbb műsora.

## Műsorok
- National Lacrosse League
- Arena Football League
- EHF-bajnokok ligája
- Snooker